# Anagallis hadidii
Anagallis hadidii är en viveväxtart som beskrevs av J. Chrtek, J. Osbornová-Kosinová. Anagallis hadidii ingår i släktet Anagallis och familjen viveväxter. Inga underarter finns listade i Catalogue of Life.